# Cahangir bəy Kazımbəyli
Cahangir bəy Kazımbəyli lub Kazımbəyov (ros. Джангир-бек Кязимбеков, Dżangir-bek Kazimbekow lub Джахангирбек Казымбеков, Dżachangirbek Kazymbekow, ur. 3 marca?/15 marca 1885 w Gandży, zm. w styczniu 1955 w Berlinie) – azerski wojskowy i emigracyjny działacz narodowy, pułkownik, oficer kontraktowy Wojska Polskiego.

## Życiorys

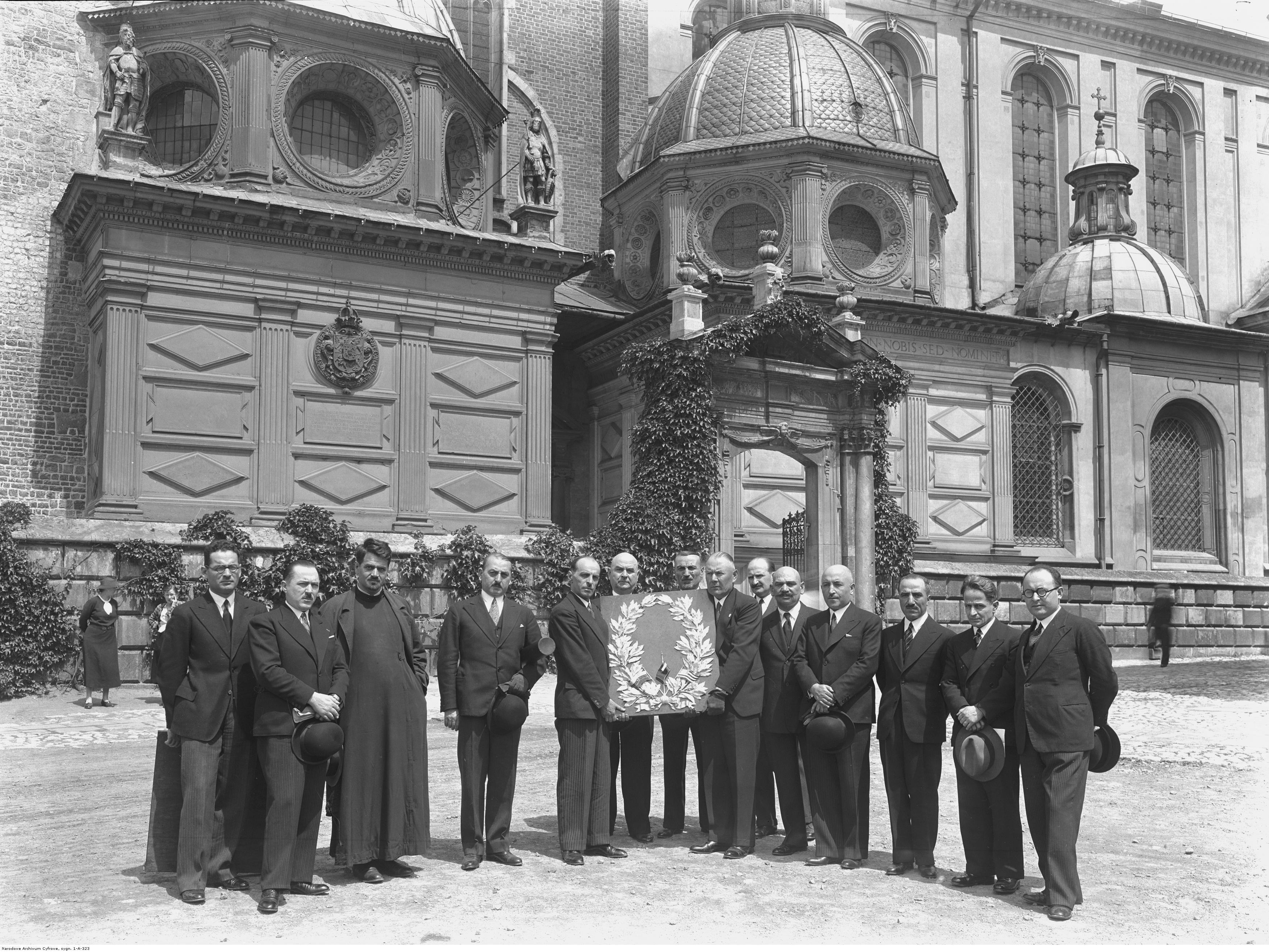
Cahangir bəy Kazımbəyli (4. z lewej) wśród przedstawicieli narodów kaukaskich przed złożeniem wieńca na sarkofagu Marszałka Józefa Piłsudskiego na Wawelu, 1936

Ukończył gimnazjum w Gandży. W 1902 r. wstąpił do armii rosyjskiej. W 1905 r. awansował do stopnia chorążego. Służył w szwadronie kawalerii. Ukończył szkołę lotniczą w Petersburgu. Brał udział w I wojnie światowej. Doszedł do stopnia podpułkownika. Od stycznia 1919 r. służył w armii Demokratycznej Republiki Azerbejdżanu. Od 3 lipca tego roku dowodził 3 Gandżyjskim Pułkiem Piechoty 1 Dywizji Piechoty. 24 marca 1920 r. awansował na pułkownika. Po zajęciu bez walki Azerbejdżanu przez wojska bolszewickie pod koniec kwietnia tego roku, współzorganizował w Gandży w dniach 22 maja – 3 czerwca nieudany bunt antybolszewicki azerbejdżańskich oddziałów garnizonu miejskiego. Po jego upadku na czele niedużego oddziału wojskowego przedostał się do Gruzji. Na emigracji na pocz. 1921 r. zamieszkał początkowo w Turcji. W 1923 r. przeniósł się do Polski. Wstąpił do Wojska Polskiego, stając się oficerem kontraktowym. Objął dowodzenie batalionu, a następnie pułku. W 1935 r. w piśmie „Şimali Kafkasya”, wychodzącym w Warszawie, opublikował swoje wspomnienia. Brał udział w wojnie obronnej 1939 r. w obronie Warszawy, po upadku której dostał się do niewoli niemieckiej. Wypuszczony na wolność zaangażował się w działalność niepodległościowej emigracji azerbejdżańskiej. Współorganizował Narodowy Zjazd Azerów w listopadzie 1943 w Berlinie. Po zakończeniu wojny przebywał we Włoszech, a następnie przeniósł się do Stambułu. O jego śmierć w styczniu 1955 r. w Berlinie zostały obwinione służby specjalne NRD.